# Bernd Schneider (pilote automobile)
Pour les articles homonymes, voir Bernd Schneider et Schneider.
Bernd Schneider est un pilote automobile allemand né le 20 juillet 1964 à Saint-Ingbert en Allemagne. Auteur d'un modeste passage en Formule 1, il a surtout brillé sous les couleurs de Mercedes-Benz dans le championnat allemand DTM qu'il a remporté à cinq reprises.

## Biographie

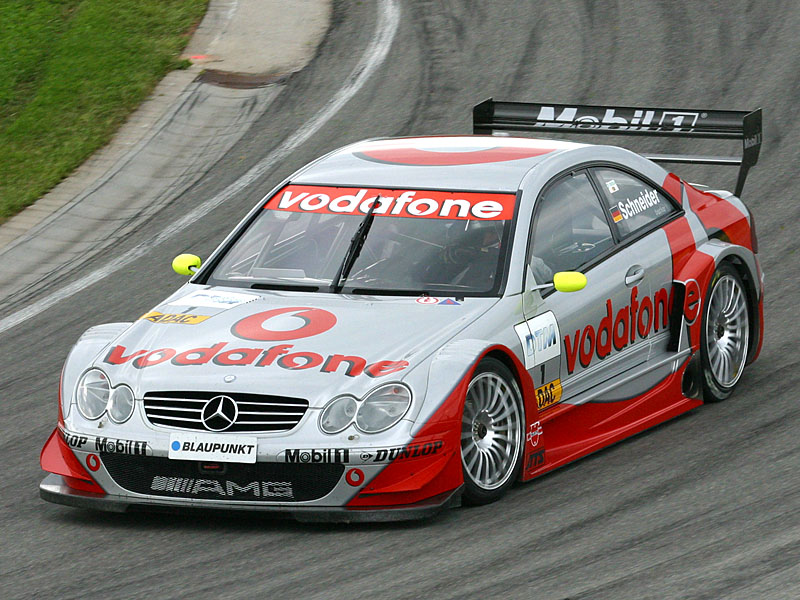
Bernd Schneider en 2002 lors d'une manche du DTM au Sachsenring.

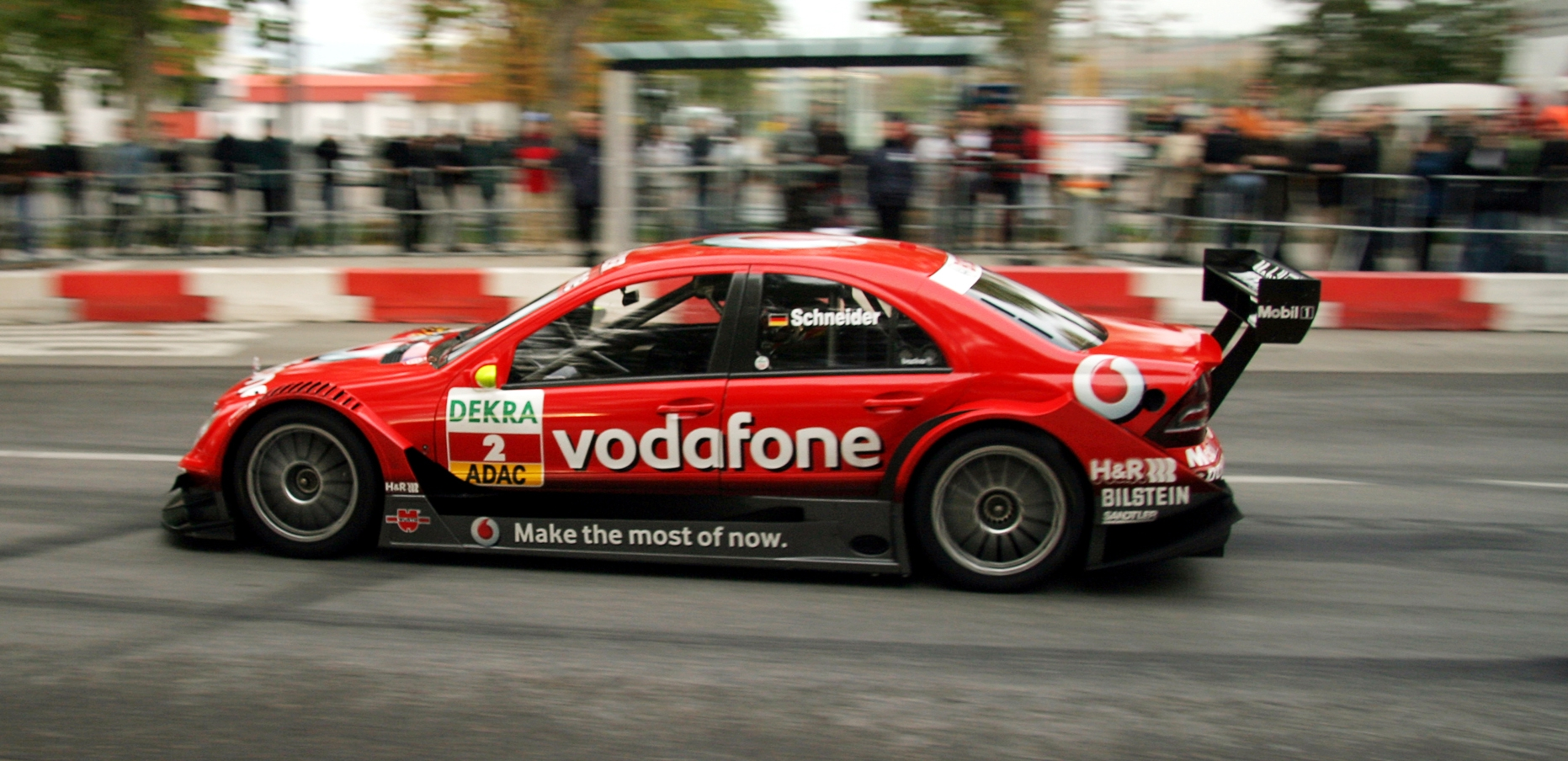
Bernd Schneider en 2006.

Né dans une famille de passionnés de sport automobile (son prénom lui a été donné en hommage au légendaire pilote allemand d'avant-guerre Bernd Rosemeyer), Bernd Schneider a été dès son plus jeune âge initié aux joies de la vitesse sur quatre roues. Après de nombreuses et fructueuses années de karting (en 1980, il est sacré champion d'Allemagne, puis champion d'Europe en 1982), il passe à la Formule Ford en 1984, puis à la Formule 3 en 1986. En 1987, il devient ainsi champion d'Allemagne de Formule 3.
Son sacre en F3 permet à Bernd Schneider d'intégrer les rangs de la Formule 1 en 1988, au sein de l'écurie allemande Zakspeed. Mais sa première année dans la discipline reine du sport automobile est un véritable fiasco puisqu'au volant d'une voiture totalement hors du coup (l'une des rares pourtant à être encore propulsée par un moteur turbo) il ne parvient à se qualifier qu'à 6 reprises. La saison 1989 est pire encore, avec 2 qualifications et 14 échecs dans l'exercice des pré-qualifications (séance du vendredi matin destinée à déterminer les pilotes ayant le droit de participer aux qualifications). Ces deux saisons en enfer suffisent à tuer dans l'œuf la carrière en monoplace du jeune pilote allemand, qui malgré la médiocrité de son matériel, n'a pas non plus il est vrai réussi à démontrer des qualités au-dessus de la moyenne susceptibles d'attirer une meilleure écurie. Notons également que la faible popularité de la Formule 1 en Allemagne à la fin des années 1980 n'a pas été d'un grand secours pour la carrière de Schneider. En 1990, il effectue deux ultimes apparitions en F1, cette fois dans l'écurie Arrows, afin de pallier les indisponibilités temporaires du pilote titulaire Alex Caffi. Auteur d'une solide prestation dans les rues de Phoenix en mars pour le GP des États-Unis, il rate sa qualification en septembre à Jerez pour le GP d'Espagne.
Après plusieurs apparitions dans le championnat du monde de sport-prototype, Bernd Schneider fait rebondir sa carrière en 1992 dans le très médiatique championnat DTM (championnat allemand de tourisme). Troisième du championnat dès sa première saison sur une Mercedes officielle, il est sacré champion en 1995. Très populaire en Allemagne, devenu le pilote emblématique de la firme à l'étoile, il dispute sous les couleurs de Mercedes le championnat FIA GT lorsque le DTM s'interrompt fin 1996. En 1997, au volant de la Mercedes-Benz CLK-GTR, il remporte le championnat (victoire notamment au Nürburgring, à Donington, à Sebring et à Laguna Seca notamment), mais ne parvient pas à s'imposer aux 24 Heures du Mans, objectif principal de la marque en 1998 et 1999.
En 2000, le championnat DTM est relancé. Toujours chez Mercedes, Schneider en est la plus grande star. Vainqueur du championnat de reprise en 2000, il est également sacré en 2001 et en 2003. Après deux saisons 2004 et 2005 en demi-teinte et durant lesquelles il semble marquer le pas face à la jeune génération, il est de retour au plus haut niveau en 2006 et décroche son cinquième titre dans la discipline. Il met un terme à sa carrière à l'issue de la saison 2008.
En 2012, il termine deuxième des 24 Heures de Dubaï au volant d'une Mercedes-Benz SLS AMG GT3 et remporte cette épreuve un an plus tard en 2013.

## Palmarès
- Vainqueur du championnat d'Allemagne de Formule 3 en 1987
- Vainqueur des 24 Heures de Spa en 1989 et 2013
- Vainqueur du championnat Interserie en 1990 et 1991[6]
- Vainqueur de la Porsche Cup en 1990
- Vainqueur du championnat ITC 1995 et du championnat DTM 1995
- Vainqueur du championnat FIA GT en 1997
- Vainqueur du championnat Deutsche Tourenwagen Masters en 2000, 2001, 2003 et 2006
- Vainqueur des 24 Heures de Spa en 2013
- Vainqueur des 24 Heures du Nürburgring en 2013 et 2016
- Vainqueur des 24 Heures de Dubaï en 2013
- Vainqueur des 12 Heures de Bathurst en 2013
- Vainqueur des 24 Heures de Barcelone en 2015

## Résultats en championnat du monde de Formule 1
| Saison | Écurie                 | Châssis  | Moteur                    | Pneus    | GP disputés | Points inscrits | Classement |
| ------ | ---------------------- | -------- | ------------------------- | -------- | ----------- | --------------- | ---------- |
| 1988   | West Zakspeed Racing   | 881      | Zakspeed 4 en ligne turbo | Goodyear | 6           | 0               | n.c.       |
| 1989   | West Zakspeed Racing   | 891      | Yamaha V8                 | Pirelli  | 2           | 0               | n.c.       |
| 1990   | Footwork Arrows Racing | A11 A11B | Ford V8                   | Goodyear | 1           | 0               | n.c.       |

## Résultats aux 24 heures du Mans
| Année | Voiture              | Équipe            | Équipiers                     | Résultat |
| ----- | -------------------- | ----------------- | ----------------------------- | -------- |
| 1991  | Porsche 962C         | Konrad Motorsport | Henri Pescarolo / John Winter | Abandon  |
| 1998  | Mercedes-Benz CLK-LM | AMG-Mercedes      | Klaus Ludwig / Mark Webber    | Abandon  |
| 1999  | Mercedes-Benz CLR    | AMG-Mercedes      | Franck Lagorce / Pedro Lamy   | Abandon  |

## Résultats en DTM/ITC
| Saison     | Écurie          | Voiture                       | Courses disputées | Victoires | Classement |
| ---------- | --------------- | ----------------------------- | ----------------- | --------- | ---------- |
| 1986       | -               | Ford Sierra XR4Ti             | 2                 | 0         | 27e        |
| 1987       | -               | Ford Sierra XR4Ti             | 7                 | 0         | 15e        |
| 1988       | Grab Motorsport | Ford Sierra Cosworth          | 2                 | 0         | 38e        |
| 1989       | -               | Ford Sierra Cosworth          | 1                 | 0         | 47e        |
| 1991       | Zakspeed        | Mercedes 190E                 | 6                 | 0         | 15e        |
| 1992       | Mercedes-AMG    | Mercedes 190E                 | 24                | 4         | 3e         |
| 1993       | Mercedes-AMG    | Mercedes 190E                 | 22                | 3         | 3e         |
| 1994       | Mercedes-AMG    | Mercedes-Benz Classe C (W202) | 20                | 2         | 10e        |
| 1995       | Mercedes-AMG    | Mercedes-Benz Classe C (W202) | 14                | 5         | Champion   |
| 1995 (ITC) | Mercedes-AMG    | Mercedes Classe C             | 10                | 6         | Champion   |
| 1996 (ITC) | Mercedes-AMG    | Mercedes Classe C             | 26                | 4         | 2e         |
| 2000       | Mercedes-AMG    | Mercedes CLK                  | 16                | 6         | Champion   |
| 2001       | Mercedes-AMG    | Mercedes CLK                  | 10                | 3         | Champion   |
| 2002       | Mercedes-AMG    | Mercedes CLK                  | 10                | 2         | 2e         |
| 2003       | Mercedes-AMG    | Mercedes CLK                  | 10                | 2         | Champion   |
| 2004       | Mercedes-AMG    | Mercedes Classe C             | 11                | 1         | 6e         |
| 2005       | Mercedes-AMG    | Mercedes Classe C             | 11                | 1         | 4e         |
| 2006       | Mercedes-AMG    | Mercedes Classe C             | 10                | 2         | Champion   |
| 2007       | Mercedes-AMG    | Mercedes Classe C             | 10                | 1         | 6e         |
| 2008       | Mercedes-AMG    | Mercedes Classe C             | 11                | 0         | 6e         |